# 손조서 격재문집 목판
손조서 격재문집 목판(孫肇瑞 格齋文集 木板)은 대한민국 경상남도 밀양시 산외면 다죽리에 있는, 조선 전기의 학자인 격재 손조서 선생의 문집을 새긴 목판이다.
1994년 7월 4일 경상남도의 유형문화재 제298호 격재선생문집책판으로 지정되었다가, 2018년 12월 20일 현재의 명칭으로 변경되었다.

## 개요
조선 전기의 학자인 격재 손조서 선생의 문집을 새긴 목판이다.
손조서는 집현전학자, 병조정랑, 봉산군수를 역임하였던 학자로서, 단종의 왕위를 찬탈한 세조의 행위에 분개하여 모든 벼슬을 버리고 고향으로 돌아와 충의와 정절로서 두문분출하며 오직 도학에만 전념하였다. 대구 청호서원에서 제사를 지내고 있다.

## 같이 보기
- 손조서

## 참고 문헌
- 손조서 격재문집 목판 - 국가유산청 국가유산포털